# Vincenzo Consani
Vincenzo Consani (Lucca, 24 de Abril de 1818 - Florença, 29 de Junho de 1887) foi um escultor italiano proeminente da escola Canova. Filho de Matteo e Beatrice Farina, foi iniciado na escultura por seu avô, o pintor Giovanni Farina. Uma das obras mais conhecidas de Consani, a estátua de mármore Vittoria (1859), encontra-se no Palácio Pitti, em Florença.

## Biografia
Consani nasceu em Lucca, Itália, em 24 de Abril de 1818. Foi um estudante de Luigi Pampaloni e também professor na Academia de Belas Artes de Florença. Vincenzo Consani também combateu em um batalhão da Toscana em 1848. Em sua juventude, esteve sob tutela da família Ducal de Lucca, para quem criou inúmeras obras, incluindo a imagem da Imaculada Conceição, em uma porta lateral da igreja de Sant'Alessandro. 

## Arte
Em 1856, Consani esculpiu a estátua do Padre Antonio Micheli, para o pórtico do Uffizi. Na exposição florentina de 1861, exibiu um busto de Safo que ainda se encontra no Palácio Pitti e a "Amazona Ferida" que se encontra no Quirinale. No Salão de Júpiter do Palácio Pitti está uma de suas obras-primas que o governo da Toscana doou para Vittorio Emanuele II, em 1867. Em 1870, Consani fez o monumento ao Marquês Antonio Mazzarosa em Santa Maria Forisportam, em Lucca. Em 1873, a estátua de Antonio Rosmini em Rovereto e o quase contemporâneo sarcófago com a figura reclinada da Condessa Matilda em San Giovanni di Lucca. Suas últimas obras foram a estátua do naturalista Paolo Savi, situada no cemitério de Pisa, uma de Eugênio IV na fachada da catedral de Florença, e o busto do arquiteto Emilio de Fabris no interior da mesma catedral. Consani faleceu em Florença, em 29 de Junho de 1887.
Predefinição:Persondata
1. ↑  «CONSANI, Vincenzo in "Dizionario Biografico"». www.treccani.it (em italiano). Consultado em 4 de março de 2022
2. ↑  Enciclopédia italiana Treccani, 1931
3. ↑  «Consani, Vincenzo». www.treccani.it. Consultado em 5 de fevereiro de 2016